# Gorvièla
Gorvièla (en francès Gourvieille) és un municipi de França de la regió d'Occitània, al departament de l'Aude.